# فيرتشايلد إف سي-2
فيرتشايلد إف سي-2 (بالإنجليزية: Fairchild FC-2)‏ هي طائرة منافع، أحادية السطح وبمحرك واحد. أنتجت في الولايات المتحدة. من صناعة فيرتشايلد للطيران. كان أول طيران لها في 14 يونيو 1926. صنع منها 180 طائرة.